# Novomîhailivka, Tomakivka
Novomîhailivka (în ucraineană Новомихайлівка) este un sat în comuna Volodîmîrivka din raionul Tomakivka, regiunea Dnipropetrovsk, Ucraina.

## Demografie
Componența lingvistică a localității Novomîhailivka
     Ucraineană (85,71%)
     Rusă (14,29%)
Conform recensământului din 2001, majoritatea populației localității Novomîhailivka era vorbitoare de ucraineană (85,71%), existând în minoritate și vorbitori de rusă (14,29%).